# Ivo Josipović
Ivo Josipović, hrvaški skladatelj in politik, * 28. avgust 1957, Zagreb, SFRJ.
Josipović je leta 1980 zaključil študij prava na Pravni fakulteti Vseučilišča v Zagrebu, kasneje pa še študij skladateljstva na Glasbeni akademiji. Leta 2003 je bil na listi SDP izvoljen v Hrvaški sabor, leta 2009 pa se je potegoval za hrvaškega predsednika in v drugem krogu 10. januarja 2010 zmagal. Drugega predsedniškega mandata ni osvojil.

## Predsednik Hrvaške
V vlogi vrhovnega poveljnika Oboroženih sil Republike Hrvaške je 9. septembra 2010 izdal ukaz o degradaciji (odvzem čina in častniških pravic) več častnikov, ki je pričel veljati 20. septembra istega leta: generalmajorja Branimirja Glavaša, generalmajorja Mirka Norca, polkovnika Tihomirja Oreškovića in majorja Siniše Rimca (vse zaradi vojnih zločinov med vojnami v bivši Jugoslaviji) ter generalmajorja Vladimirja Zagorca (zaradi zlorabe položaja in pooblastil ter kraje dragocenih draguljev iz MORH). Na predsedniških volitvah 2015 je doživel poraz in tako postal prvi hrvaški predsednik, ki je izpeljal samo en mandat. Vsi ostali so bili izvoljeni za dva mandata.